# Zádveřice-Raková

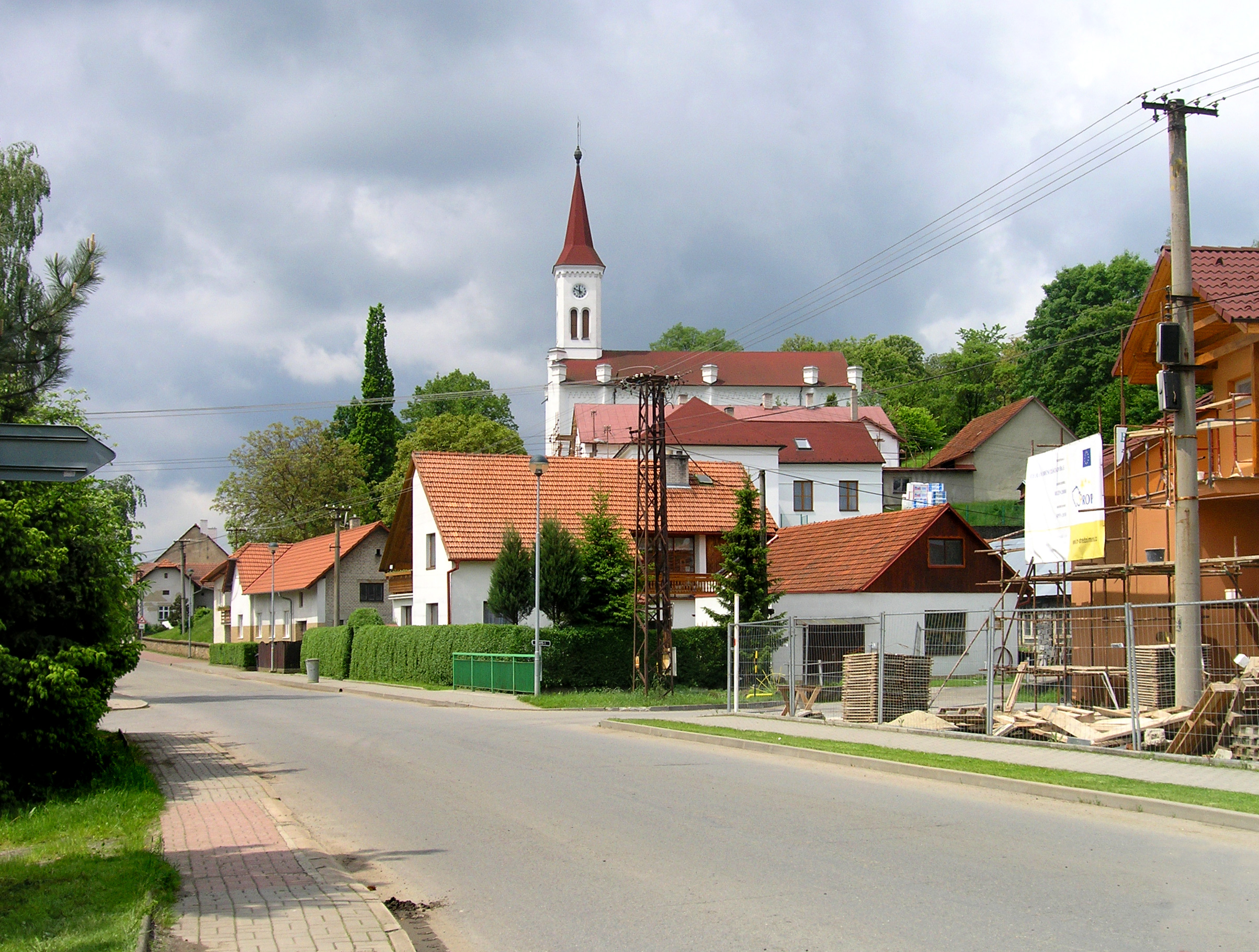
Bild der Stadt aus 2010

Zádveřice-Raková (deutsch Zadweržitz-Rakowa) ist eine Doppelgemeinde in Tschechien. Sie gehört zum Okres Zlín und wurde 1960 durch den Zusammenschluss von Zádveřice und Raková gegründet.

## Geschichte
Schon in der Steinzeit siedelten sich hier Menschen an. Die erste urkundliche Erwähnung von Zádveřice stammt aus dem Jahr 1261, Rakova hingegen wurde erst 1549 erwähnt. Zádveřice wurde nach der Gründung konstant umbenannt. Im 14. Jahrhundert war von Zadwasicz die Rede, 1512 hieß die Gemeinde Zadwriczych, 1578 Zadwerzycze, 1885 Zadveřice, bis man sich 1893 auf den heutigen Namen einigte. 1782 wurde eine evangelische Schule in Zádveřice eröffnet. Am 28. April 1856 brannte Zádveřice. Daraufhin begannen Menschen, von hier in die Vereinigten Staaten auszuwandern. Fast 1000 Menschen zogen aus dem Dorf aus. 1869 wurde die heutige Kirche Zádveřices fertiggestellt. 1890 wurde eine weitere Schule eröffnet.
Im Zuge des Ersten Weltkriegs starben 30 Einwohner des heutigen Zádveřice-Rakovás. 1922 wurde eine Straße zwischen Zádveřice und Raková erbaut, 1929 wurde eine Gaststätte errichtet. Im Zweiten Weltkrieg starben erneut Einwohner, weshalb 1986 ein Denkmal für die Opfer des Krieges errichtet wurde. Unter anderem kämpften im heutigen Dorf auch tschechische Partisanen gegen das Deutsche Reich. 1960 schloss sich Zádveřice mit Raková zusammen. In den folgenden Jahrzehnten wurden zwei weitere Schulen eröffnet.

## Geographie
Durch das Dorf fließt der Fluss Lutoninka. Außerdem befindet sich hier die Silnice I/49 sowie andere größere Straßen. Zádveřice verfügt außerdem über einen gleichnamigen Bahnhof. Er besitzt einen Seitenbahnsteig und ist überdacht. Es befindet sich hier zudem ein Sportplatz, eine Tankstelle, ein Industriegebiet sowie ein Friedhof.

## Ortsteile
- Zádveřice (1233 Einwohner, Stand 2021[8])
- Raková (215 Einwohner, Stand 2021[8])

Außerdem gehören die beiden Siedlungen Horní Trávníky und Dolní Trávníky zur Gemeinde.

## Bevölkerungsentwicklung
| Jahr      | 1869 | 1880 | 1890 | 1900 | 1910 | 1921 | 1930 | 1950 | 1961 | 1970 | 1980 | 1991 | 2001 | 2011 | 2021 |
| --------- | ---- | ---- | ---- | ---- | ---- | ---- | ---- | ---- | ---- | ---- | ---- | ---- | ---- | ---- | ---- |
| Einwohner | 1204 | 1218 | 1214 | 1261 | 1286 | 1376 | 1468 | 1454 | 1539 | 1449 | 1287 | 1277 | 1280 | 1387 | 1448 |

## Söhne und Töchter der Gemeinde
- Josef Hamšík (1895–1943), Heeresflieger